# Lilla Porslösen
Lilla Porslösen är en sjö i Ronneby kommun i Blekinge och ingår i Vierydsåns huvudavrinningsområde.